# Tělocvična Pod Hradem

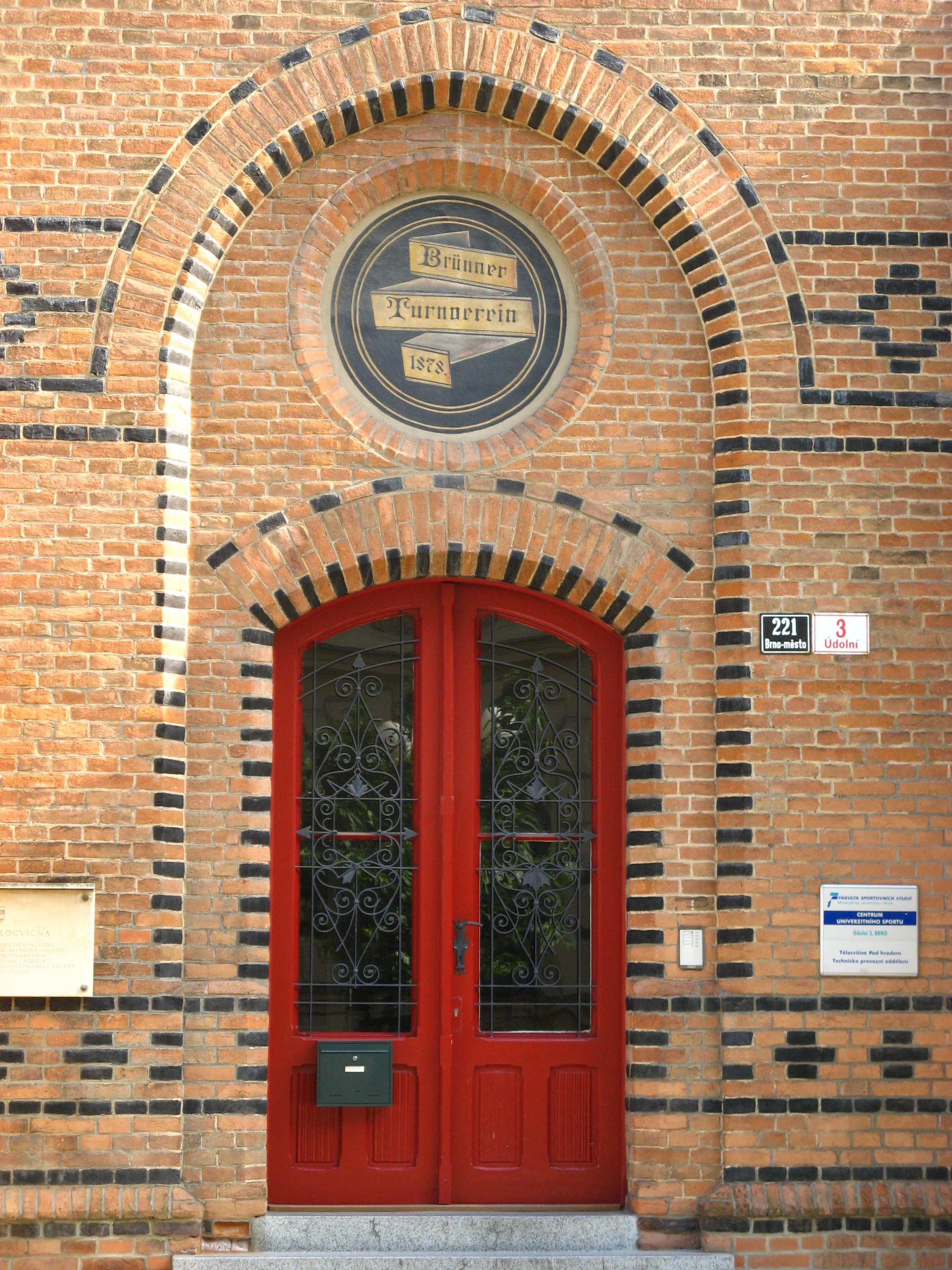
Vchod tělocvičny

Novogotická budova tělocvičny Pod Hradem se nachází v brněnské městské části Brno-střed, v katastrálním území Město Brno pod Špilberkem v ulici Údolní, číslo orientační 3. Pozemek s budovou tělocvičny však původně náležel do zrušeného katastrálního území Špilberk.

## Architektura
Budovu si nechal postavit Brünner Turnverein (Brněnský německý tělovýchovný spolek). Návrhem v roce 1867 pověřil moravského německého architekta Augusta Prokopa, který se právě vrátil do Brna po několikaletém praktikování na severu Evropy. Tak byla jeho osobností stavbě vtisknuta podoba severské neogotiky. Neomítané cihlové polychromované zdivo, tvarosloví akcentované výraznými pilíři, klenbami a štíty na půdorysu chrámového trojlodí dodává architektuře až sakrální rozměr. Pozoruhodné jsou dřevěné konstrukce a bazilikální zastropení interiéru, původně zdobené polychromií. Všechny tyto aspekty jsou srozumitelné při pochopení úlohy, jakou hrál v tehdejší společnosti zadavatel, tedy tělovýchovný spolek „Brünner Turnverein“. Jeho role byla obdobná jako u tělocvičné jednoty Sokol v českém prostředí. Stavba tedy nutně ztělesňovala národní hodnoty a ideály, navíc do doby výstavby Německého domu suplovala tělocvična německé kulturní centrum Brna, jeho koncertní i divadelní sál.

## Historie a současnost
Slavnostní otevření se konalo 28. června 1868. Otevření novostavby se stalo dvoudenní slavností (28.–29. června). V roce 1877 tělocvična vyhořela, ale už roku 1878 byla podle návrhu Augusta Prokopa obnovena. Další dostavba se uskutečnila roku 1896. Smutnou úlohu hrála tělocvična, podobně jako Německý dům, po osvobození v roce 1945, kdy se stala místem poprav brněnských Němců, kteří se exponovali v době protektorátu. Oběšen zde také byl Stanistav Kotačka, vrah Josefa Bierského z paraskupiny Wolfram.
Tělocvična je od 23. března 1964 kulturní památkou.
V současnosti v budově sídlí Centrum univerzitního sportu Fakulty sportovních studií Masarykovy univerzity.